# Kosmos 27
Kosmos-27 byl sovětský pokus o vypuštění vesmírné sondy, jejím cílem byl let k Venuši. Na oběžnou dráhu Země byla úspěšně dopravena pomocí odpalovacího zařízení, SL-6/A-2-e, ale oběžnou dráhu se jí už nepodařilo opustit.
Mise odstartovala v roce 1962, názvem Kosmos bylo označené každé sovětské vesmírné plavidlo, které zůstalo na oběžné dráze Země i navzdory tomu jaký byl její původní cíl. Označení této mise jako plánované planetární sondy je založené na evidenci od sovětských a nesovětských zdrojů a historických dokumentů. Typické sovětské planetární mise byli původně vynášené na parkovací orbitu okolo Země jako odpalovací platformy s raketovým motorem a připojenou sondou. Sondy byly potom odpáleny proti jejich cíli se zapáleným motorem po dobu přibližně 4 minuty. Pokud motor selhal nebo úplně nedohořel, sondy byly ponechané na oběžné dráze Země a označené jako Kosmos.